# Алексешникова, Александра Витальевна
Александра Витальевна Алексешникова (15 марта 1995, Зеленогорский, Крапивинский район, Кемеровская область) — российская лыжница и биатлонистка, призёр чемпионатов России по лыжным гонкам и биатлону. Мастер спорта России по лыжным гонкам, кандидат в мастера спорта по биатлону.

## Биография

### Лыжный спорт
В детские и юношеские годы занималась лыжными гонками. Первый тренер — Виталий Петрович Алексешников (отец).
Становилась бронзовым призёром Спартакиады учащихся России по лыжным гонкам (2013).
В 2015 году принимала участие в чемпионате мира по лыжным гонкам среди юниоров в Алма-Ате, заняла девятое место в индивидуальной гонке с раздельного старта на 5 км свободным стилем.
На чемпионате России по лыжным гонкам 2014 года среди взрослых стала серебряным призёром в эстафете в составе команды Сибирского федерального округа.

### Биатлон
В 2015 году перешла в биатлон. Представляет Новосибирскую область и параллельным зачётом Кемеровскую область, выступает за ЦСКА. Тренер — Сергей Николаевич Басов.
На чемпионате России 2017 года стала серебряным призёром командной гонке и бронзовым — в гонке патрулей.
Становилась призёром этапов Кубка России. Побеждала на межрегиональных соревнованиях «Приз памяти Григория Харитонова» (Новосибирск) в спринте.